# بولودول
بولودول (به لاتین: Bülüdül) یک منطقه مسکونی در جمهوری آذربایجان است که در شهرستان لریک واقع شده است. بولودول ۶۸۵ نفر جمعیت دارد.

## ریشه واژه
به احتمال زیاد بولو تغییریافته واژه بولی است که نام یک شخص است و دول به‌معنی دره، گودال یا فرورفتگی میان دره‌ها است و بولی‌دول یعنی مکانی با دره‌های فراوان. نظریه دیگر می‌گوید گیاهی به‌نام بولول و شبیه به لوبیا در این ناحیه می‌روید و واژه بولول‌دول معنی دره و محل رشد گیاه بولول را می‌دهد.